# Hospodářský dvůr Ostrov
Budovy bývalého hospodářského dvora Ostrov se nalézají na východním okraji městečka České Meziříčí v okrese Rychnov nad Kněžnou u křižovatky silnic vedoucích do města Opočno a obce Pohoří.

## Dějiny
Bývalý hospodářský dvůr Ostrov byl vybudován v roce 1869 tehdejším majitelem opočenského panství Josefem Františkem Jeronýmem Colloredo-Mansfeldem. Hospodářský dvůr Ostrov byl až do parcelace majetků šlechty po 1. světové válce a vzniku Československa majetkem Colloredo-Mansfeldů jako součást knížecího velkostatku Opočno a v roce 1922 byl v rámci pozemkové reformy zestátněn. Následně byl přidělen jako zbytkový statek Hospodářskému nájemnímu, stavebnímu a bytovému družstvu Praha. V letech 1924-1948 obhospodařovalo pozemky jako „Zemědělské výrobní družstvo Ostrov” Od roku 1937 byl vedoucím zdejšího hospodářství s přestávkou v době okupace až do roku 1972 Václav Korsa.
V roce 1951 bylo hospodářské družstvo přeměněno na Jednotné zemědělské družstvo Ostrov-České Meziříčí. V rámci socialistických organizačních změn ministerstva zemědělství bylo JZD v letech 1951-1962 sloučeno do Státního statku se zaměřením na šlechtitelství a semenářství a statek nesl název „Šlechtitelská stanice Ostrov, Sempra n.p. Choceň” (Krajský podnik pro osiva a satbu, n.p. Choceň) a v letech 1963-1977 zařazeno pod závod Sempra n.p. Hradec Králové (Sempra, generální ředitelství Praha, závod Hradec Králové). V roce 1978 zařazeno pod přímou správu národního podniku „Sempra Praha” (1950-1995) pod názvem Šlechtitelská stanice Ostrov-České Meziříčí. Státní podnik Šlechtitelská stanice Sempra Ostrov ukončil činnost v roce 1995 a na základě schváleného privatizačního projektu přešla od 1. července 1995 do soukromého vlastnictví Miloše Černého pod obchodním názvem SEMOS České Meziříčí.

## Popis
Areál hospodářského dvora Ostrov sestává z pěti budov ohraničujících zhruba čtvercový areál.

## Galerie

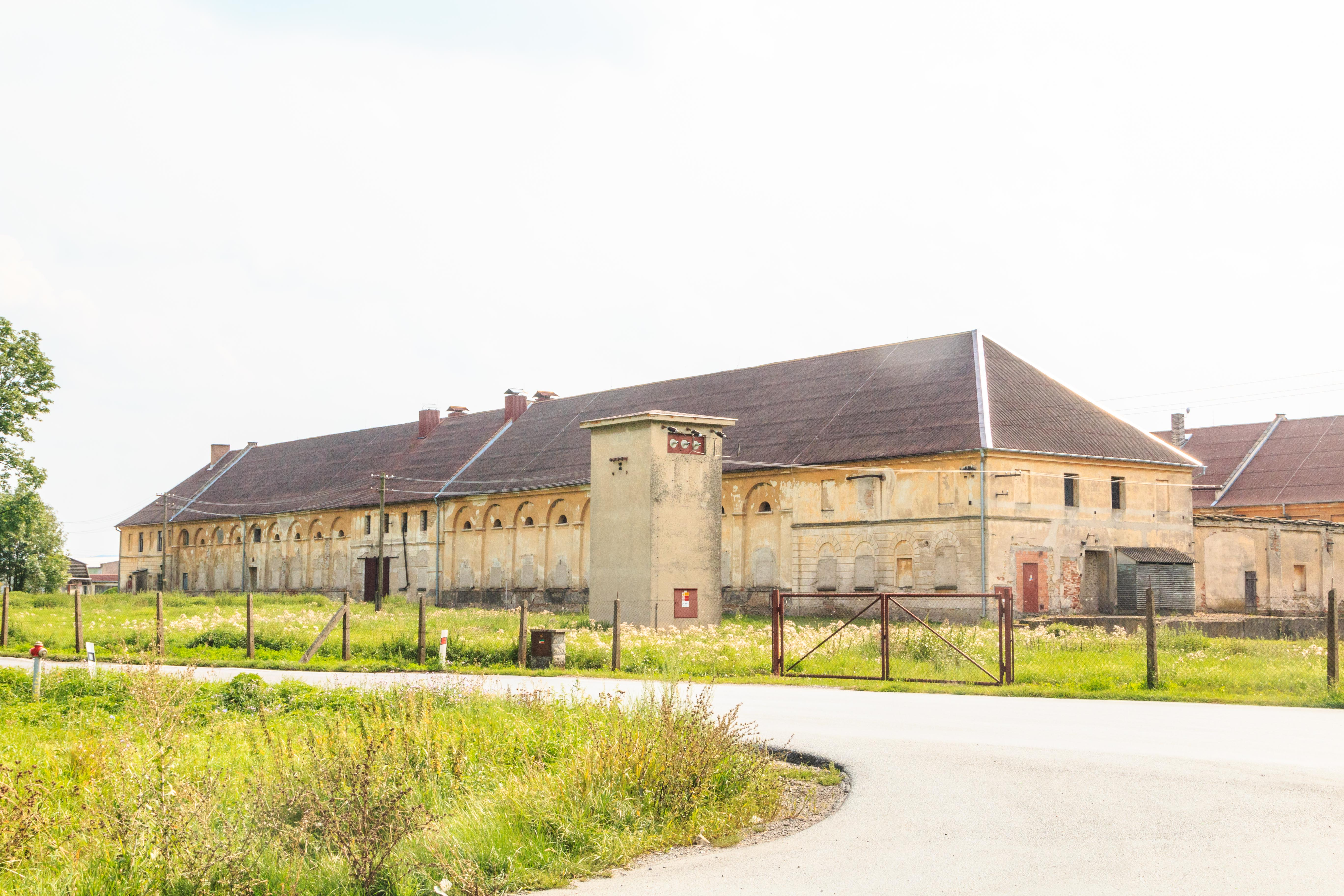
Budovy hospodářského dvora Ostrov u Českého Meziříčí